# Idiopyrgota setiventris
Idiopyrgota setiventris är en tvåvingeart som beskrevs av Aczel 1956. Idiopyrgota setiventris ingår i släktet Idiopyrgota och familjen Pyrgotidae. Inga underarter finns listade i Catalogue of Life.